# تلمبه حاج حسین خوبیاری
تلمبه حاج حسین خوبیاری، روستایی در دهستان نجف‌آباد از توابع بخش مرکزی شهرستان سیرجان در استان کرمان است.